# Kultura pamięci
Kultura pamięci (niem. Erinnerungskultur) – całokształt sposobów obchodzenia się z przeszłością i historią przez grupy i jednostki. Obejmuje wszelkie formy reprezentacji przeszłości i pamięci, w tym przedstawienia zdarzeń w pamięci zbiorowej, upamiętnianie ich, wkomponowywanie w przestrzeń publiczną i teksty kultury. Kulturę pamięci cechują i stymulują subiektywizm, brak dystansu oraz postrzeganie przeszłości ze współczesnej perspektywy. Naukowo-obiektywny stosunek do historii ma tu natomiast znaczenie drugorzędne. Termin ten jest bardzo popularny w niemieckim dyskursie naukowym. Angielskiego pojęcia memory culture używa się sporadycznie i przeważnie w znaczeniu przenośnym lub jako tłumaczenie niemieckiego terminu. W polskim języku naukowym określenie „kultura pamięci” popularyzuje się od około 2010 roku. W 2014 roku ukazał się interdyscyplinarny leksykon terminów kultury pamięci „Modi Memorandi”, będący przejawem wzrostu zainteresowania tą tematyką.
Termin „kultura pamięci” bywa krytykowany jako zbyt szeroki i rozmyty. Jednocześnie właśnie dzięki swojej pojemności znajduje on szerokie zastosowanie, gdyż daje się dookreślać przez zestawienie z pojęciami bliskoznacznymi, takimi jak pamięć zbiorowa, polityka historyczna czy kultura historyczna.

## Definicje pojęcia
Programową definicję kultury pamięci przedstawił Christoph Cornelißen, uznając ją za:

pojęcie nadrzędne dla wszelkich możliwych form świadomej pamięci wydarzeń historycznych, osobistości i procesów, niezależnie od tego, czy są one natury estetycznej, politycznej czy kognitywnej. Obejmuje ono, oprócz form ahistorycznej czy wręcz antyhistorycznej pamięci zbiorowej, wszystkie inne sposoby reprezentacji historii, w tym dyskurs naukowo-historyczny oraz „prywatne” wspomnienia, o ile zostawiły one ślady w przestrzeni publicznej. Jako podmioty tej kultury występują jednostki, grupy społeczne lub wręcz narody i państwa.

Pojęcie to używane jest również w węższym znaczeniu: dotyczy wówczas ekspansji praktyk upamiętniania pod koniec XX i na początku XXI w., dotyczących przede wszystkim spuścizny II wojny światowej, w szczególności zaś Holokaustu. W tym znaczeniu stosuje je przede wszystkim Aleida Assmann.
Definicje Cornelißena i Assmann łączą się ze sobą, bowiem konieczność przepracowania przeszłości i traum związanych z historią XX wieku przyczyniła się do naukowego zainteresowania tematyką pamięci i stworzenia pojęcia opisującego sposoby obchodzenia się z przeszłością. Choć w ramach studiów nad pamięcią (memory studies) centralne miejsce wciąż zajmuje Holokaust i II wojna światowa, coraz częściej pojawiają się prace nawiązujące do szerszego ujęcia kultury pamięci.

## Rodzaje kultur pamięci
Pojęcie „kultura pamięci” odsyła do uniwersalnych, kulturowych mechanizmów pamięci, możliwe jest jednak również mówienie o kulturach pamięci (w liczbie mnogiej) w odniesieniu do poszczególnych zbiorowości. Kultura pamięci rozumiana jest wtedy jako element łączący jednostki we wspólnotę, a uwagę zwraca się na cechy ogólne pamięci pewnej grupy, akcentując te elementy, które odróżniają daną grupę od innych. W konsekwencji można wyróżnić narodowe kultury pamięci np. polską, niemiecką, etniczne np. śląską, płciowe, religijne, lokalne itp. Kultury pamięci mogą też obejmować wspólnoty ponadnarodowe, czemu sprzyja realizacja projektów dwustronnych (takich jak badania polsko-niemieckich miejsc pamięci czy próby stworzenia wspólnego polsko-niemieckiego podręcznika do historii). Jeszcze szerszy zakres mają europejska czy globalna kultura pamięci, jakkolwiek istnieją wątpliwości co do zasadności ich wyodrębniania. 

## Kultura pamięci a pamięć zbiorowa
Ze ścisłego połączenia terminów „kultura pamięci” i „pamięć zbiorowa” wynika „kariera” tego pierwszego w dyskursie naukowym związanym z rozwojem badań nad pamięcią. Wraz ze wzrostem zainteresowania przeszłością w Europie od końca lat 70. XX wieku i upowszechnieniem się pojęcia „pamięć zbiorowa” w naukach humanistycznych, ten socjologiczny termin uległ zatarciu i rozmyciu. Szukając alternatywnych koncepcji, naukowcy stworzyli pojęcia takie jak: kulturowe pamiętanie, pamięć społeczna, pamięć kulturowa, kultura historyczna, a także: kultura pamięci.

## Kultura pamięci a kultura historyczna
Termin „kultura pamięci” należy traktować jako bliskoznaczny z terminem „kultura historyczna”. Ten drugi jest bardziej rozpowszechniony w polskim dyskursie naukowym. Pisali na jego temat m.in. Stanisław Zakrzewski i Brygida Kürbisówa, współcześnie używa go Andrzej Szpociński.
Kultura pamięci silniej akcentuje jednak wykorzystywanie przeszłości w teraźniejszości np. do wspierania określonych tożsamości, jak również podkreśla kwestie związane z dyskursywnymi i artystycznymi przedstawieniami historii. 

## Kultura pamięci a polityka historyczna
Terminy te łączą się ze sobą, nie są jednak tożsame. Polityka historyczna jest związana z działaniem państwa i instytucjonalizacją pamięci. Do jej przejawów należy m.in. stawianie pomników, tworzenie muzeów i organizowanie oficjalnych uroczystości. Kulturę pamięci można rozumieć szerzej: jako strukturalne, społeczne i kulturowe ramy, w których uprawiana jest polityka historyczna oraz tworzone są reprezentacje historii. Tak więc kultura pamięci pewnej grupy istnieje również w sytuacji, gdy owa grupa nie dysponuje własnymi organami państwowymi, lub gdy te istniejące nie reprezentują jej sposobu postrzegania przeszłości.

## Europejska kultura pamięci
W wielu krajach Europy Zachodniej kultura pamięci stała się niemal synonimem pamięci o Holokauście i ofiarach II wojny światowej. Na tej podstawie próbowano ufundować wspólną europejską kulturę pamięci. Momentem przełomowym była Międzynarodowa Konferencja w Sztokholmie w 2000 roku poświęcona Holokaustowi, gdzie wskutek wspólnych wysiłków wielu rządów Zagładę Żydów uznano za negatywne, lecz wspólne dziedzictwo europejskie. Dzień 27 stycznia, rocznicę wyzwolenia obozu w Auschwitz, ogłoszono w wielu krajach Unii Europejskiej oficjalnym Międzynarodowym Dniem Pamięci o Ofiarach Holokaustu.
Jednocześnie państwa byłego bloku wschodniego domagają się upamiętnienia na równych prawach własnych ofiar poniesionych w walce zarówno z narodowym socjalizmem, jak i komunizmem. Opór budzi akcentowanie okrucieństwa tylko jednego z systemów totalitarnych i przyznawania szczególnej roli ofiar wyłącznie Żydom. Przykładem owego rozdźwięku pomiędzy wschodem i zachodem Europy może być tu przemówienie łotewskiej minister spraw zagranicznych Sandry Kalniete z 24 marca 2004 roku, w którym postulowała uznanie, że systemy nazistowski i komunistyczny były równie zbrodnicze. Spotkało się ono z silną krytyką w niemieckich mediach – aż do ryczałtowego oskarżenia państw Europy Środkowo-Wschodniej o antysemityzm. Po rozszerzeniu Unii Europejskiej o Polskę, Czechy, Słowację, Węgry, Słowenię i państwa bałtyckie dyskusja była kontynuowana i podejmowano próby zintegrowania odmiennych kultur pamięci. Krokiem w tym kierunku było chociażby ustanowienie przez Parlament Europejski Europejskiego Dnia Pamięci Ofiar Stalinizmu i Nazizmu, który przypada 23 sierpnia – w rocznicę podpisania paktu Ribbentrop-Mołotow. Claus Leggewie postulował w 2009 roku stworzenie europejskiej kultury pamięci opartej na 7 kręgach: Holocaust jako negatywny mit założycielski, sowiecki komunizm, wypędzenia, kwestia ormiańska, peryferia Europy, Europa jako kontynent migracji, europejska historia sukcesu po 1945 roku. Pomysł oparcia się na wspólnym doświadczeniu wysiedleń jest reakcją na ich polityczne wykorzystywanie przez niemieckich wypędzonych i reprezentującą ich Erikę Steinbach. Na tej glebie wyrosła idea stworzenia międzynarodowej inicjatywy Europejskiej Sieci Pamięć i Solidarność, powołanej do badanie, dokumentowania oraz upowszechnienia wiedzy na temat historii Europy XX wieku i sposobów jej upamiętniania.